# Kansas City Chiefs 1964
La stagione 1964 dei Kansas City Chiefs è stata la quinta della franchigia nell'American Football League. La squadra iniziò la stagione con un record di 2–1 prima di perdere tre gare consecutive e alcuni dei suoi migliori giocatori, inclusi E.J. Holub, Fred Arbanas e Johnny Robinson, per vari infortuni. Arbanas perse le ultime due gare della stagione per un'operazione chirurgica a un occhio, per cui aveva perso quasi completamente la vista. Il running back Mack Lee Hill, che firmò come rookie free agent con un bonus alla firma di soli 300 dollari, si impose nella formazione titolare, guadagnandosi un posto all'All-Star Game. Il club vinse le ultime due gare chiudendo sul 7–7 al secondo posto della AFL Western Conference dietro ai San Diego Chargers. Una media di soli 18.126 spettatori assistette alle gare al Municipal Stadium, spingendo i proprietari della AFL a un incontro per discutere del destino dei Chiefs a Kansas City.

## Calendario
| Stagione regolare |                   |                       |           |          |
| Turno             | Data              | Avversario            | Risultato | Pubblico |
| 1                 | 13 settembre 1964 | at Buffalo Bills      | S 34–17   | 30,157   |
| 2                 | 27 settembre 1964 | at Oakland Raiders    | V 21–9    | 18,163   |
| 3                 | 4 ottobre 1964    | Houston Oilers        | V 28–7    | 22,727   |
| 4                 | 11 ottobre 1964   | at Denver Broncos     | S 33–27   | 16,285   |
| 5                 | 18 ottobre 1964   | Buffalo Bills         | S 35–22   | 20,904   |
| 6                 | 23 ottobre 1964   | at Boston Patriots    | S 24–7    | 27,400   |
| 7                 | 1º novembre 1964  | Denver Broncos        | V 49–39   | 15,053   |
| 8                 | 8 novembre 1964   | Oakland Raiders       | V 42–7    | 21,023   |
| 9                 | 15 novembre 1964  | San Diego Chargers    | S 28–14   | 19,792   |
| 10                | 22 novembre 1964  | at Houston Oilers     | V 28–19   | 17,782   |
| 11                | 29 novembre 1964  | at New York Jets      | S 27–14   | 38,135   |
| 12                | 6 dicembre 1964   | Boston Patriots       | S 31–24   | 13,166   |
| 13                | 13 dicembre 1964  | at San Diego Chargers | V 49–6    | 26,562   |
| 14                | 20 dicembre 1964  | New York Jets         | V 24–7    | 14,316   |

## Classifiche
| AFL Western Division |   |    |   |      |       |     |     |     |
|                      | V | S  | P | %    | DIV   | PF  | PS  | STR |
| San Diego Chargers   | 8 | 5  | 1 | .615 | 4–2   | 341 | 300 | S2  |
| Kansas City Chiefs   | 7 | 7  | 0 | .500 | 4–2   | 366 | 306 | V2  |
| Oakland Raiders      | 5 | 7  | 2 | .417 | 2–3–1 | 303 | 350 | V2  |
| Denver Broncos       | 2 | 11 | 1 | .154 | 1–4–1 | 240 | 438 | S2  |

Nota: I pareggi non venivano conteggiati ai fini della classifica fino al 1972.